# Christophe Vandegoor
Christophe Vandegoor (Tongeren, 2 mei 1972) is een Belgisch sportverslaggever. Vandegoor is werkzaam bij Sporza Radio.
Vandegoor werkte ook enige tijd voor Radio 2 en voor de Sporza-tv.
Hij is gespecialiseerd in wielrennen, motorcross en basketbal.